# Grotte di Castellana

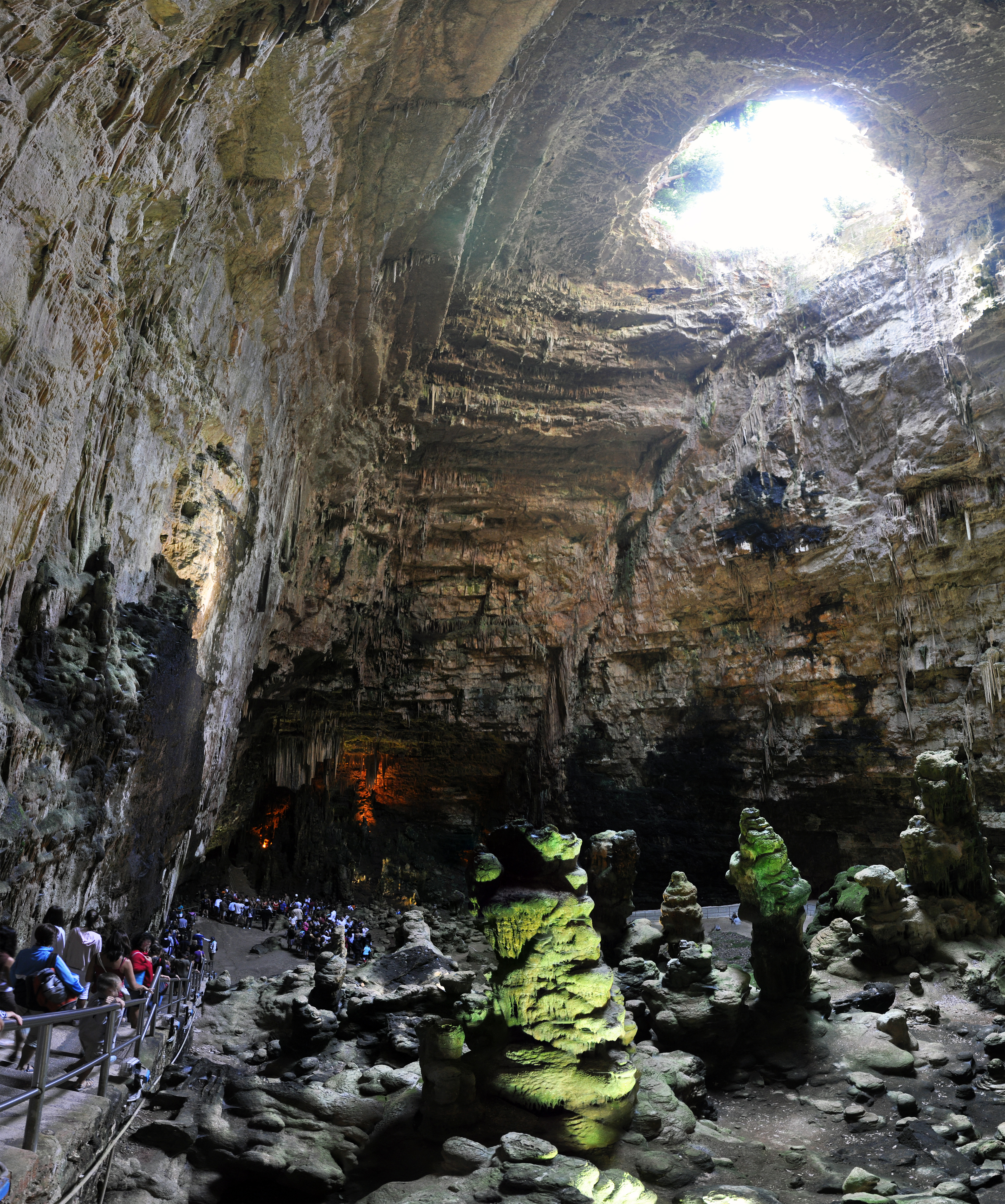
Grotte di Castellana

Die Grotte di Castellana sind unterirdische Höhlen in Castellana Grotte in der Metropolitanstadt Bari in Apulien.

## Allgemeines
Die Grotten liegen etwa 2 km südwestlich von Castellana Grotte. Sie haben einen eigenen Haltepunkt an der Bahnstrecke Bari–Martina Franca–Taranto. Die Gegend ist durch brüchigen Karst gekennzeichnet. Das Gestein ist durch Regenwasser löslich. Durch die physikalischen und chemischen Vorgänge in der Höhle sind Stalaktiten, Stalagmiten und sonstige Kalkablagerungen wie Wandsinter entstanden.

## Die Höhlen
Die Höhlen wurden am 23. Januar 1938 von Franco Anelli entdeckt und von ihm und Vito Matarrese erforscht. Auch vor der Entdeckung war das Loch (der Zugang) in der Erde bekannt, wurde aber nur als Müllhalde verwendet.
Die Höhlen können im Rahmen einer Führung besichtigt werden. Es gibt zwei verschiedene Führungen, eine führt über etwa einen Kilometer, die andere über 3 Kilometer. Der Besuch beginnt immer in der Grave, einer Höhle mit einer Tiefe von 60 m, einer Breite von 100 m und einer Höhe von 100 m. Der zweite Weg führt bis in die weiße Grotte. Die Tropfsteine haben hier die Farbe von Alabaster. Der zweite Weg ist nur einer begrenzten Anzahl von Besuchern zugänglich, da die Höhle keine natürliche Lüftung hat.

## Das Museum
Zu den Höhlen gehört das speläologische Museum Franco Anelli. Hier wird das Entstehen der Karsthöhle gezeigt. Außerdem gibt es Funde aus den Höhlen zu besichtigen.